# Roa modesta
Roa modesta är en fiskart som först beskrevs av Temminck och Schlegel, 1844.  Roa modesta ingår i släktet Roa och familjen Chaetodontidae. IUCN kategoriserar arten globalt som livskraftig. Inga underarter finns listade i Catalogue of Life.